# Parapsilogastrus heratyi
Parapsilogastrus heratyi är en stekelart som beskrevs av T.C. Narendran 1999. Parapsilogastrus heratyi ingår i släktet Parapsilogastrus och familjen Eucharitidae.
Artens utbredningsområde är Thailand. Inga underarter finns listade i Catalogue of Life.